# قائمة المليارديرات المغاربة
هذه قائمة بالمليارديرات المغاربة تستند إلى التقييم السنوي للثروة والأصول التي جمعتها ونشرتها مجلة فوربس.
عائلة تقديم